# نماها (نبراسکا)
نماها(به انگلیسی: Nemaha) شهری در ایالت نبراسکا کشور ایالات متحده آمریکا است که جمعیت آن در سرشماری سال ۲۰۱۰ میلادی، ۱۴۹ نفر بوده‌است.